# Batsua
Batsua (em hebraico: בַּת שוּעַ “a filha de Suá”; em grego koiné: Σαυα) é uma personagem do livro de Gênesis. Enquanto a Bíblia atribui a ela apenas um papel extra na história de Tamar, na tradição judaica posterior ela se torna uma antagonista secundária.

## História bíblica
A Bíblia relata que Judá foi a um homem chamado Hirá na cidade de Adulão, onde ele se casou com Batsua, que era filha de um certo cananeu chamado Suá (Gênesis 38:2 ). Ela dá a ele três filhos, Judá chama o primeiro de Er, enquanto ela nomeia o segundo como Onã e o terceiro Selá (Gênesis 38:2-5). O primogênito de Judá casou-se com Tamar e morreu; então, seu segundo filho, Onã, se casou com Tamar e ele também morreu. Batsua morreu após a morte de seus primeiros dois filhos (Gênesis 38:12).

## Exegeses da história

### Nome de Batsua
A designação da esposa de Judá como "filha de Suá" poderia surgir do desejo de apresentá-la em contraste com Tamar: esta última é nomeada, mas suas origens são desconhecidas, enquanto a filha de Suá, sem nome, é identificada como cananeia.
O cronista nomeia "Batsua" (1Crônicas 2:3), denotando também "Batsua, filha de Amiel" (I Crônicas 3: 5), aquela que os livros de Samuel e dos Reis chamam de Bate-Seba, filha de Eliã. A Septuaginta, por outro lado, altera Gênesis 38:2 e 38:12, acreditando que Suá é o nome da filha do cananeu e não do próprio cananeu (de fato se lê oushema Shoua em vez de oushemo Shoua "e [seu] nome era Suá" talvez sob a influência de Gênesis 38:6, oushema Tamar). A Vulgata, no entanto, carrega “filia Suae” (cf. Gênesis 38:12).
O Livro dos Jubileus chama a filha de Suá de Betasuel (Jubileus 34:20) ou Bedsouel (Jubileus 41: 7). O Testamento de Judá (edições Artom e Kee, mas não Kahana e Charles) segue a Septuaginta. Charles também indica a variante Anan e, neste caso, seu nome seria Anan bat Suá. O Sefer HaYashar, um midraxe aparentemente reconstruído ou compilado na Idade Média, dá o nome de Ilit bat Suá.
Se Bat Sua/Chewa equivale a Bat Cheva, como escreve o cronista, esse nome significaria "figo", enquanto Tamar designa outra planta típica da região ou seu fruto, a "tâmara". A maioria dos intérpretes, no entanto, derivam Chouwa de um termo próximo, chowa, paralelo a nadiv ("nobre") em Isaías 32:5 ou ashir ("rico") em Jó 34:19. É provavelmente essa interpretação, talvez associada a outra tradição que torna os cananeus ricos (de acordo com Isaías 23:8), que explica a transformação de Suá em um homem rico e notável. O Testamento de Judá até o torna rei de Adulão e o chama de Bar Sava ou Ben Sava.

### Batsua, a cananeia
Os paralelos entre o capítulo 38 e o livro de Rute podem indicar que seu autor via Tamar como uma estrangeira ávida para se ligar ao povo de Israel. e a cananeidade da filha de Suá traduziria sua recusa em fazer o mesmo. Essa peculiaridade ajudará a dar na literatura pós-bíblica um espessamento a uma mulher reduzida na Bíblia ao seu papel reprodutivo e a uma rápida menção fúnebre.
Mencionada sem comentários no livro de Gênesis, a origem cananeia da esposa de Judá é interpretada de duas maneiras muito diferentes na Bíblia:
- A união com as mulheres cananeias é condenada duas vezes no livro de Gênesis (Gênesis 24:3 e 28:6-8). Os rabinos veem o casamento de Judá com a filha de Suá como um declínio, o que Gênesis 38:1 registra: “Judá saiu [va-yered, literalmente, desceu de] seus irmãos.” Com este casamento, Judá traiu o caminho de seus antepassados, como é retratado em Malaquias 2:11: “Judá quebrantou a fé: coisas abomináveis foram feitas em Israel e em Jerusalém. Pois Judá profanou o que é santo para o Senhor - o que Ele deseja - e desposou filhas de deuses estranhos.” Ele se casou com a filha de um idólatra e, portanto, traiu o caminho de Jacó, que teve o cuidado de não se casar com as mulheres cananeias.[11]
- Por outro lado, a Bíblia indica na descendência de Simeão um filho dele com uma cananeia não identificada (Gênesis 46:10), sem comentários particulares. A Bíblia também dá muitos exemplos de uniões com estrangeiros, incluindo Abraão e Quetura, Moisés e Zípora, Malom e Rute, a Moabita, Davi e Maaca sem julgar, e o cronista parece considerá-los com gentileza.[12] Uma abordagem exegética argumenta que Judá não pecou quando se casou com a filha de Suá. Tem sido considerado que o pai da esposa de Judá não era um cananeu e o termo “cananeu” teria sido apenas um apelido para um comerciante. Como Isaías 23:8 declara: "cujos mercadores eram nobres, cujos comerciantes [kinanehah] o mundo honrava".[11]

A posição hostil parece ter prevalecido nas interpretações judaicas pós-bíblicas. O Livro dos Jubileus, escrito por volta do século II a.C., enfaticamente lembra a origem cananeia das esposas de Judá e Simeão. Além disso, Simeão acabará por tomar uma segunda esposa, aramaica como a de seus irmãos, o que reflete toda a desaprovação do autor dos Jubileus pelas uniões mistas em geral, e pelos cananeus em particular. Judá teria desejado sinceramente casar Selá com Tamar, mas sua esposa teria evitado essa união, morrendo desse fato (Jubileus 41:7-9). O pecado de seu filho mais velho Er, que assim se torna mau aos olhos de Deus, teria sido sua recusa em se unir a Tamar, uma arameia, porque ele teria desejado para ele uma esposa na família de sua mãe (Jubileus 41:2).
O Testamento de Judá faz dessa união uma das duas grandes falhas de Judá (a outra é a união dela, reconhecidamente involuntária com Tamar): aconteceu porque um espírito de fornicação se apoderou de Judá em resposta às suas acusações a seu irmão Rubem. Após sua vitória sobre vários exércitos locais, Judá é apresentado por seu pastor Hirá, o Adulamita, à corte do Rei Bar Sava de Adulão. Foi então que enganado por sua juventude, deslumbrado por suas riquezas e atordoado por sua embriaguez, ele foi casado pelo rei com Batsua. Ele se arrependerá amargamente dessa união, contraída sem consultar seu pai, enquanto Batsua educa seus filhos como cananeus.(Testamento 8:2, 11:1-5).